# Mount Bowlin
Mount Bowlin är ett berg i Antarktis. Det ligger i den centrala delen av kontinenten. Inget land gör anspråk på området. Toppen på Mount Bowlin är 2 230 meter över havet.
Terrängen runt Mount Bowlin är varierad. Trakten är obefolkad. Det finns inga samhällen i närheten.